# المديرية العامة للغابات (الجزائر)
المديرية العامة للغابات هي الجهة المسؤولة عن المديريات الغابية في الجزائر، تأسست سنة 25 يوليو 1995 تحت إشراف وزارة الفلاحة والتنمية الريفية والصيد البحري (الجزائر)، وتقع في الجزائر العاصمة.